# Potamophloios gilberti
Potamophloios gilberti är en svampdjursart som beskrevs av Brien 1969. Potamophloios gilberti ingår i släktet Potamophloios och familjen Potamolepiidae.
Artens utbredningsområde är havet utanför Kongo-Brazzaville och Kongo-Kinshasa. Inga underarter finns listade i Catalogue of Life.